# ブチヒゲカメムシ
ブチヒゲカメムシ（学名: Dolycoris baccarum）は、カメムシ目カメムシ科の昆虫。カメムシの一種。

## 形態・生態
幼虫の食草はマメ科、キク科、ダイコン、ゴマ、ニンジン、ゴボウ、イネなど。
北海道中央部では5月から6月と10月に年2回見られるが、東部では一部が年2回、一部は年1回発生する。東北地方では年2回、西日本では年3回である。秋・冬の休眠は基本的に日照時間に左右されるが、気温も影響している。北海道東部の常呂町と西日本の大阪市では反応する日照時間に2時間以上の差がある 。
夏にはアカヒョウタンハリバエに寄生される。このヤドリバエはカメムシ成虫の体内で発育した後、瀕死の寄主を出て蛹になる。1983年に盛岡市の野外で採集された個体（計42頭）は、6・7月に15％、8月に30％とかなりの高率で寄生されていたが、9月には寄生されたものがなかった。これだけの率で成虫の死因になっているということである。

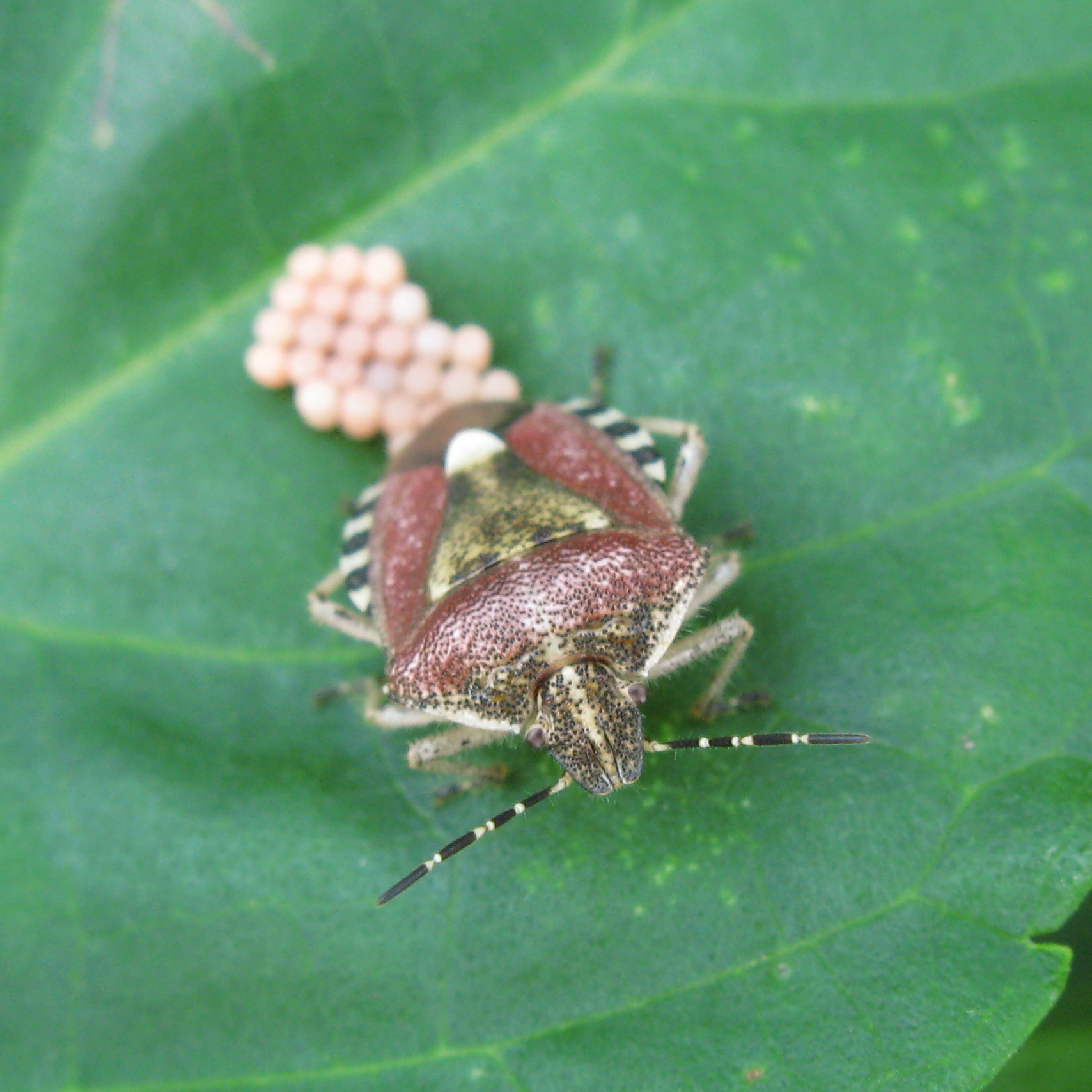
産卵
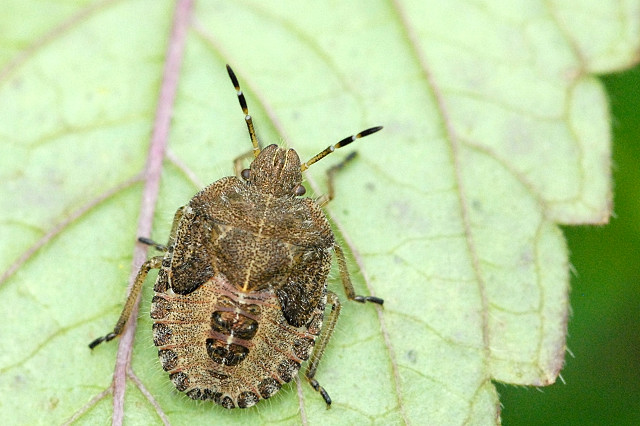
幼虫
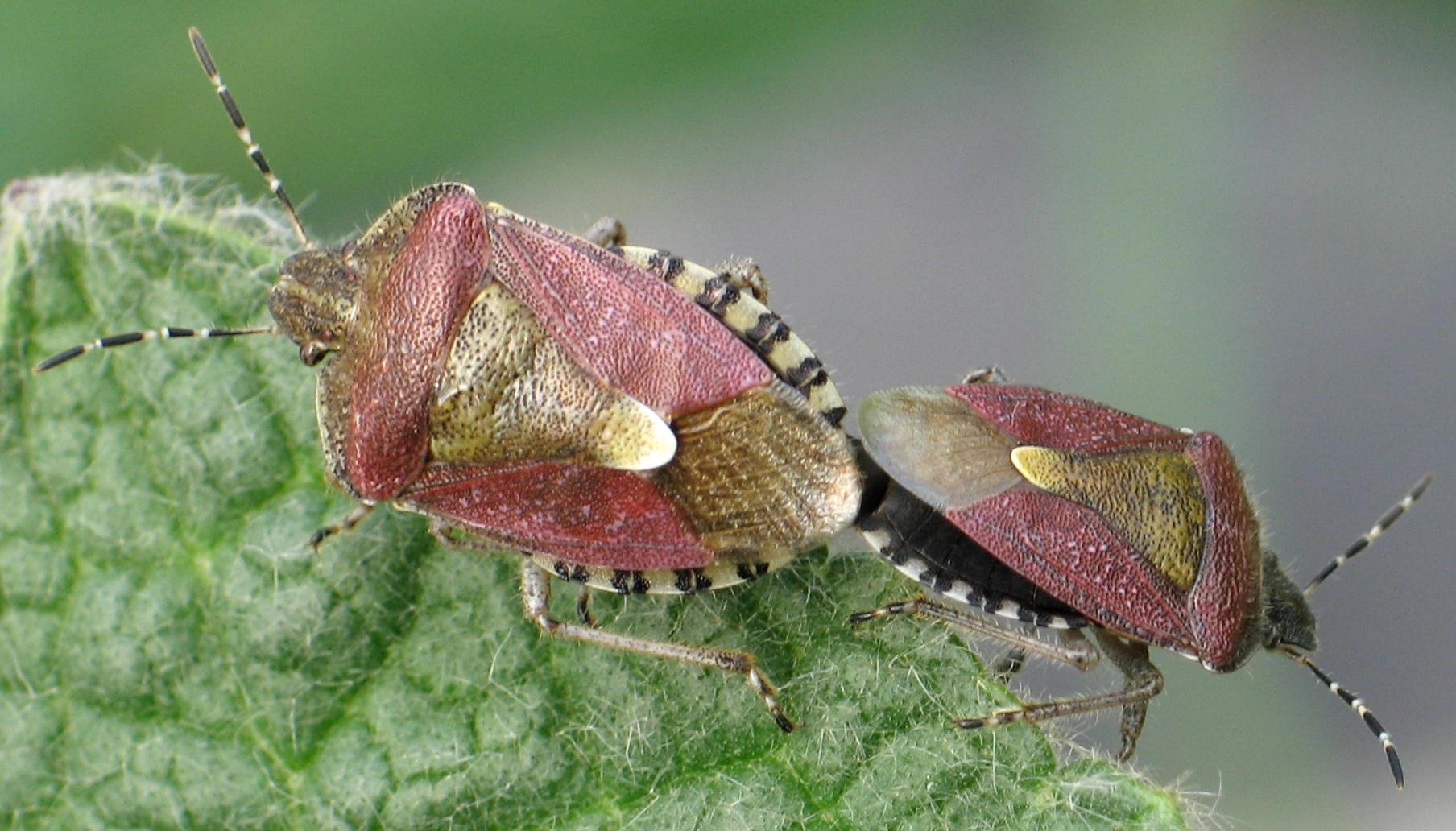
交尾

## 分布
ヨーロッパから日本までの旧北区に分布する。日本では北海道、本州、四国、九州、朝鮮半島、中国も含む。。

## 人間との関わり
カメムシ類が未熟な米、豆、野菜の種から吸汁すると、変色した成長不良な実が生じる。ブチヒゲカメムシではダイズ、イネ、ゴマ、トマト、ニンジン、ネギ、ゴボウの被害が知られている 。
ブチヒゲカメムシは、ダイズの豆を吸汁する際に Eremothecium coryli という菌に感染させ、ダイズ子実汚斑病を引き起こす。2006年に京都府亀岡市で採集された成虫16匹のうち7匹が問題の菌を持っていたが、80％を超えるホソヘリカメムシと比べれば率は低かった。網で区切ったダイズ畑に成虫を放す実験では、加害粒数ではホソヘリカメムシと変わらなかったが、被害の程度はホソヘリカメムシより小さかった。
また、イネの米を吸収して斑点米を作る。米の場合、被害程度が軽くても斑点米まじりの米では商品価値が下がる。